# Peterson Space Force Base

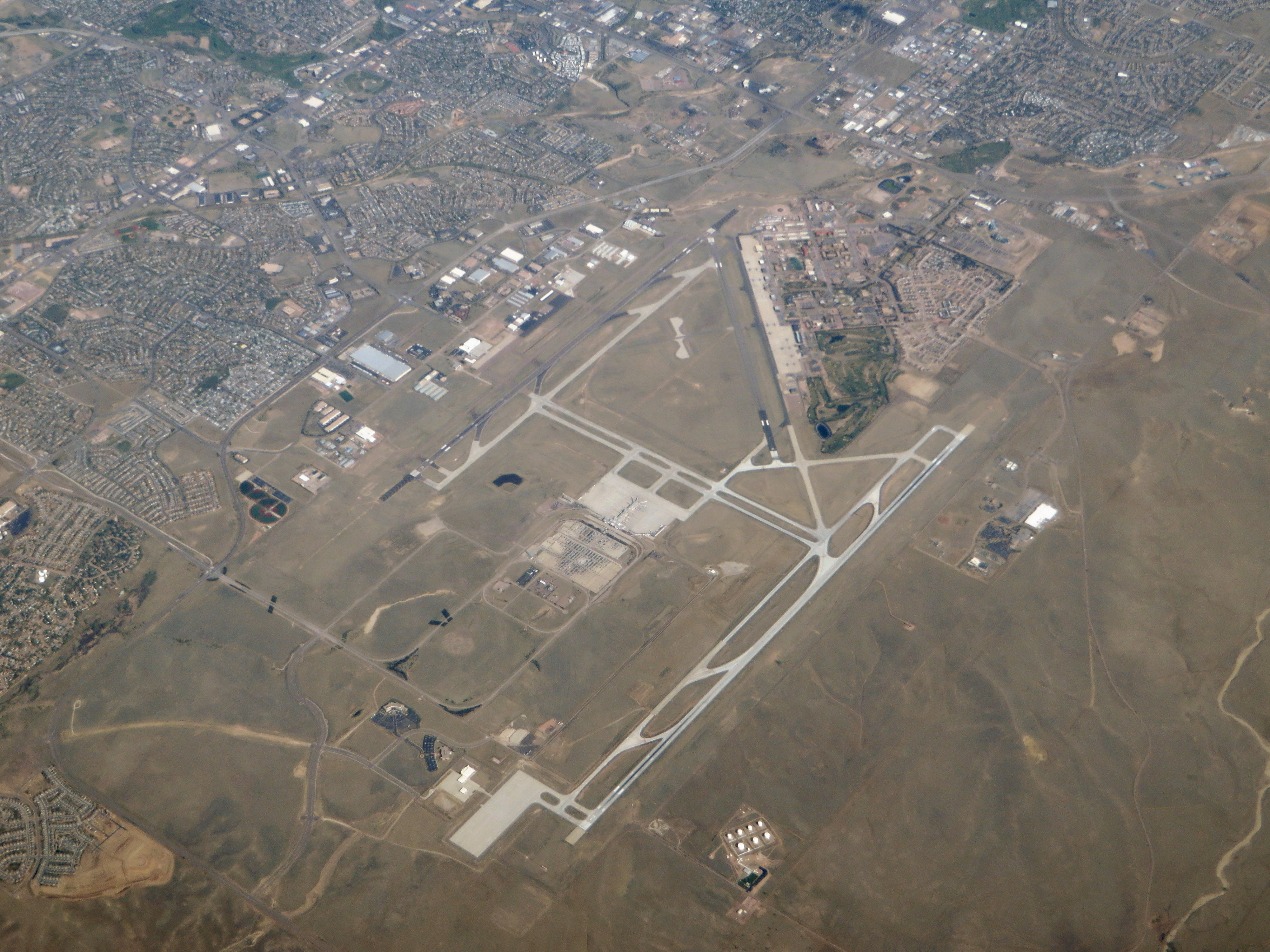
Flygbild över Peterson Space Force Base.

Peterson Space Force Base är en militär flygplats (IATA: COS, ICAO: KCOS) tillhörande USA:s flygvapendepartement belägen i Colorado Springs i El Paso County i delstaten Colorado, USA. Under 2021 fick den det nuvarande namnet efter att tidigare varit namngiven som Peterson Air Force Base, då huvuddelen av de taktiska förbanden på basen tillhör USA:s rymdstyrka.
Basen delar landningsbanor med civilflygplatsen City of Colorado Springs Municipal Airport. Flygfältet uppfördes 1926 och har haft militär närvaro sedan 6 maj 1942. Basen är uppkallad efter löjtnant Edward Joseph Peterson som omkom i en flygolycka på platsen 8 augusti 1942.
På basen finns högkvarteren för det med Kanada bilaterala North American Aerospace Defense Command (NORAD) samt det inhemskt försvarsgrensövergripande United States Northern Command (USNORTHCOM). Därtill tillkommer flera förband i USA:s rymdstyrka genom dess Space Operations Command (intill 2019, Air Force Space Command).
I närområdet finns armébasen Fort Carson, underjordiska ledningscentralen Cheyenne Mountain Complex och officershögskolan United States Air Force Academy.